# My Love from the Star
My Love from the Star (Hangul: 별에서 온 그대; RR: Byeoreseo on geudae) és una sèrie de televisió de fantasia romàntica sud-coreana, que es va emetre a SBS del 18 de desembre del 2013 al 27 de febrer del 2014. La sèrie, que va tenir 21 episodis, va ser dirigida per Jang Tae-yoo, escrita per Park Ji-eun, produïda per Moon Bo-mi i Choi Moon-suk i inclou un repartiment conjunt protagonitzat per Jun Ji-hyun, Kim Soo-hyun, Park Hae-jin i Yoo In-na.

## Repartiment
- Jun Ji-hyun - Cheon Song-yi
- Kim Soo-hyun - Do Min-joon
- Park Hae-jin - Lee Hee-kyung
- Yoo In-na - Yoo Se-mi